# Феррейра, Луис Карлос
Луис Карлос Феррейра (порт. Luiz Carlos Ferreira; 22 октября 1958, Нова-Лима), более известный как Луизиньо (порт. Luizinho) — бразильский футболист, центральный защитник.

## Карьера
Луизиньо родился 22 октября 1958 года в Нова-Лиме в семье Витора Леонардо Феррейры (порт. Vitor Leonardo Ferreira) и Нориты Саломе (порт. Norita Salomé). Семья была очень бедной, а потому Луис Карлос был вынужден с юных лет работать: помогал матери продавать овощи, трудился чистильщиком обуви, работал алтарником в церкви Санта-Эфигении и в телевизионной компании Телесон. Между работой Луизиньо играл в любительской команде Морро-Вельо.
Когда ему было 12 лет, его заметили скауты клуба «Вила-Нова», пригласившие молодого игрока к себе. Он провёл в команде все стадии, пока главный тренер молодёжной команды, Нелсиньо, ставший по собственным словам Лузиньо, «его вторым отцом», не порекомендовал его в основной состав. Любопытно, что сначала футболист выступал на позиции центрального нападающего, однако затем перешёл в защиту. Его дебютной игрой стал матч с «Уберландией», в которой его команда победила 3:1. В основном составе «Вила-Новы» Луизиньо провёл 3 сезона, совмещая работу и выступления за клуб. Лишь в 1978 году он подписал свой первый профессиональный контракт.
В 1979 году он перешёл в клуб «Атлетико Минейро», на правах аренды. Но всего через несколько месяце главный тренер команды, Прокопио Кардозо, настоял на покупке молодого футболиста, за контракт с которым было заплачено 800 тыс. крузейро. Он дебютировал в составе команды 28 января 1979 года в товарищеском матче против своей бывшей команды, «Вила-Новы», организованном по случаю его трансфера; встреча завершилась вничью 1:1. В первом же сезоне в команде Луизиньо выиграл чемпионат штата Минас-Жерайс. А всего он восемь раз побеждал с «Атлетико» в этом турнире, а также трижды выигрывал Кубок штата Минас-Жерайс и один раз, в 1980 году, выиграл серебряные медали чемпионата страны. Последний матч за «Атлетико Минейро» Луизиньо провёл 29 июля 1989 года на Кубок Бразилии против «Наутико Ресифи», в котором его команда победила 3:0. Всего за этот клуб футболист провёл 537 матчей и забил 21 гол.
Летом 1989 года Луизиньо был куплен португальским «Спортингом». 26 августа он дебютировал в составе клуба в матче с «Бейра-Мар», в котором его команда победила 1:0. Всего за сезон он провёл 30 игр и забил 3 гола, первый из которых 24 февраля 1990 года в матче с «Пенафиэлом». На следующий год он помог клубу удачно выступить в Европе, где его команда дошла до полуфинала Кубка УЕФА; по ходу турнира он забил важный гол, сравняв счёт в важном четвертьфинале с «Болоньей». Сезон 1991/92 стал последним для Луизиньо в «Спортинге»: однако несмотря на 33-летний возраст он оставался игроком основы и лидером команды. 17 мая 1992 года он провёл последний матч за клуб, в нём Спортинг сыграл вничью с «Шавешом» 1:1. Всего за три года в Португалии Луизиньо провёл 98 матчей (82 в чемпионате) и забил 4 гола. Однако больших клубных достижений не добился.
В 1992 году Луизиньо вернулся в Бразилию, став игроком «Крузейро». Там футболист провёл три сезона. После завоевания клубом Кубка Бразилии и победы в штате Минас-Жерайс он завершил карьеру. Спустя два года, защитник вернулся в футбол, чтобы помочь родной «Вила-Нове», которая стремилась в Серию В чемпионата Бразилии. С помощью Луизиньо команда не проиграла ни одного матча в Серии С и выиграла турнир, вернувшись во второй бразильский дивизион. После этого, Луизиньо окончательно завершил игровую карьеру.
Завершив карьеру игрока, Луизиньо стал тренером, работал с юношескими командами «Атлетико Минейро» различных возрастов. В 2001 году он, в роли помощника главного тренера молодёжной сборной штата Минас-Жерайс, победил в чемпионате Бразилии среди штатов. Также Луизиньо работал ассистентом главного тренера «Атлетико», Марсело Оливейры.
В 2001 году Луизиньо вошёл в список 111 самых известных выходцев из Новы-Лимы за всю историю города. В 2005 году он стал министром спорта и отдыха Нова-Лимы. В 2009 году Луизиньо был награждён медалью «За заслуги в области спорта Минас-Жерайс», которую ему вручил губернатор штата Аэсио Невес. В январе того же года он стал президентом клуба «Вила-Нова», в котором начал карьеру.

## Достижения

### Командные
- Чемпион штата Минас-Жерайс: 1979, 1980, 1981, 1982, 1985, 1986, 1989, 1994
- Обладатель Кубка штата Минас-Жерайс: 1979, 1986, 1987
- Обладатель Суперкубка Либертадорес: 1992
- Обладатель Кубка Бразилии: 1993

### Личные
- Обладатель Серебряного мяча Бразилии: 1980, 1987